# Hügel

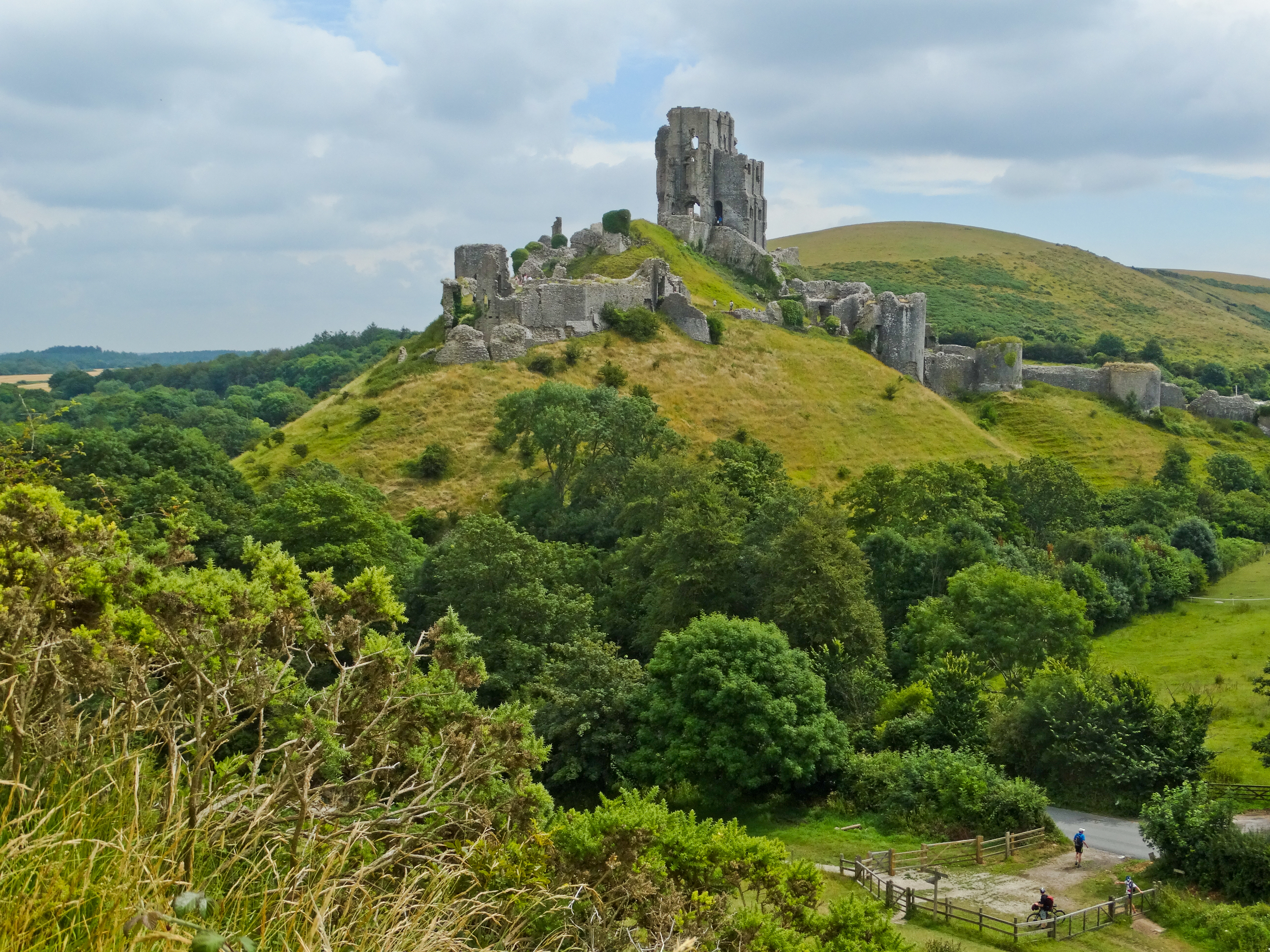
Ruine Corfe Castle auf einem natürlichen Hügel der Purbeck Hills (Dorset, England)

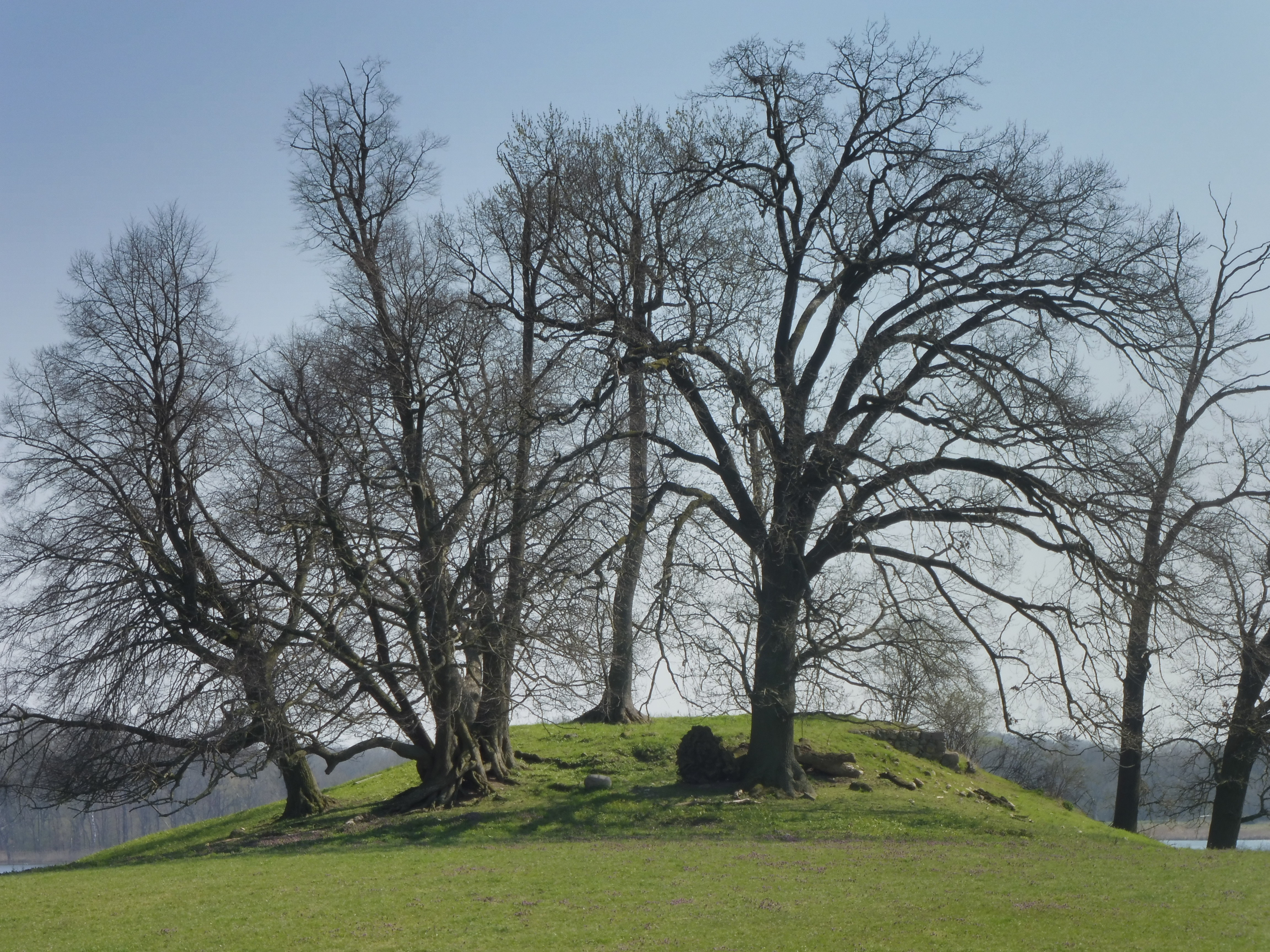
Künstlich angelegter Turmhügel in Mecklenburg

Ein Hügel oder eine Anhöhe ist eine natürlich entstandene oder anthropogen geschaffene, wenig gegliederte Landform, die sich freistehend über ihre Umgebung erhebt und sich durch ihre geringere Höhe und Flächenausdehnung vom Berg unterscheidet. Ein Hügel ist normalerweise nicht wesentlich länger als breit, sonst wird die Erhebung als Höhenrücken bezeichnet. Solche niedrigen Erhebungen bedingen noch kein Gebirgsklima. Eine vom Umland abweichende natürliche Vegetation ist bei freistehenden Hügeln azonal (Wasserhaushalt, Böden, Untergrund) bedingt. Nur bei Vorgebirgs-Hügeln der kollinen Höhenstufe sind extrazonal klimabedingte Unterschiede vorhanden.
Es gibt keine allgemeingültige Definition; die Festlegung ist vom jeweiligen Autor abhängig. Gemeinhin wird jedoch meistens ein relativer Höhenunterschied von höchstens 200 m zwischen Gipfel und Umland vorausgesetzt. Die englischsprachige Übersetzung Hill ist in der Regel auf die Form der Erhebung bezogen und weniger auf die Höhe, sodass etwa zwei amerikanische Autoren die maximale Höhe bei 2000 ft (ca. 610 m) angesetzt haben. Ein Bezug zur absoluten Meereshöhe wird nicht hergestellt.
Eine größere Zahl benachbarter Hügel wird Hügelland genannt.

## Entstehung
Hügel können natürlich entstehen durch:
- Erosion von Erdmaterial
- den Druck und die Bewegung von Eismassen (Moränen)
- Erosion von Bergen (Molasse-Ablagerungen)
- Erdbeben und andere geologische Aktivitäten
- Vulkanismus
- Einschläge von Asteroiden oder vulkanischem Material
- ungleichmäßige wind- und wasserbedingte Ablagerung von Staub, Sand, Erde (Düne, Lössablagerung)
- Tiere (Ameisenhügel, Termitenhügel)

Daneben können Hügel auch künstlich, d. h. durch menschliches Eingreifen entstehen, zum Beispiel
- künstlich aufgeschüttete und modellierte Hügel im Garten- und Landschaftsbau
- Grabhügel (vorwiegend neolithisch, bronzezeit- und eisenzeitlich)
- Hügel aus Abfall, Müll oder anderem entsogten Material: Trümmerhügel, hügelförmige Abraumhalden, hügelförmige Müllhalden etc.
- Siedlungen, bei denen jahrtausendelang Häuser auf den Ruinen alter Häuser gebaut wurden (Tell)

### Erosion und Geländeform
Bei Hügeln greift die Erosion ringsum (in alle Richtungen) an, während sie im Bergland in nur zwei Vorzugsrichtungen (talwärts, Ausbildung dendritischer, baumartiger Gratstrukturen) wirkt. Daher sind Hügellandschaften meist unregelmäßiger strukturiert als z. B. Gebirgsketten und sanfter gerundet. Zunehmende Erosion von Hochgebirgen hinterlässt Hügelzüge, daher ist Hügelland meist alt (Rumpflandschaft), oder bildet die Vorgebirge am Rande der Hochgebirge.
Weitere häufige Bildungsform sind Mäanderreste und ehemalige Durchbrüche, die die typischen Siedlungshügel im Alpenraum abgeben, Klippen (vorgelagerte Formationsreste), vulkanische und andere monolithische Hartgesteinsreste, sowie fossile Großmoränen und andere postglaziale Kleinformen (Glaziale Serie).

## Hügelformen
Es lassen sich geomorphologisch einige Hügelformen unterscheiden. Ein Drumlin etwa ist ein langgezogener Hügel, der durch die Bewegung von Gletschern entstanden ist. Butte - ein Tafelberg (oder Mesa) bzw. ein Härtling - ist die Bezeichnung für einen hochgradig erodierten Hügel, der zumeist einzeln in einer flachen Gegend vorkommt und steile Flanken (Hänge) sowie einen flachen Gipfel aufweist. Ein Tor ist eine Felsformation auf dem Gipfel eines flachen Wiesenhügels; regional - etwa im Vereinigten Königreich - bezieht sich Tor auch auf den ganzen Hügel. Ein Puy ist ein vulkanischer Hügel in Kegelform. Ein Pingo ist ein mit Erde bedeckter Eishügel, diese Hügelform findet sich vor allem in der Arktis und der Antarktis.

## Hügel als Siedlungsstätte

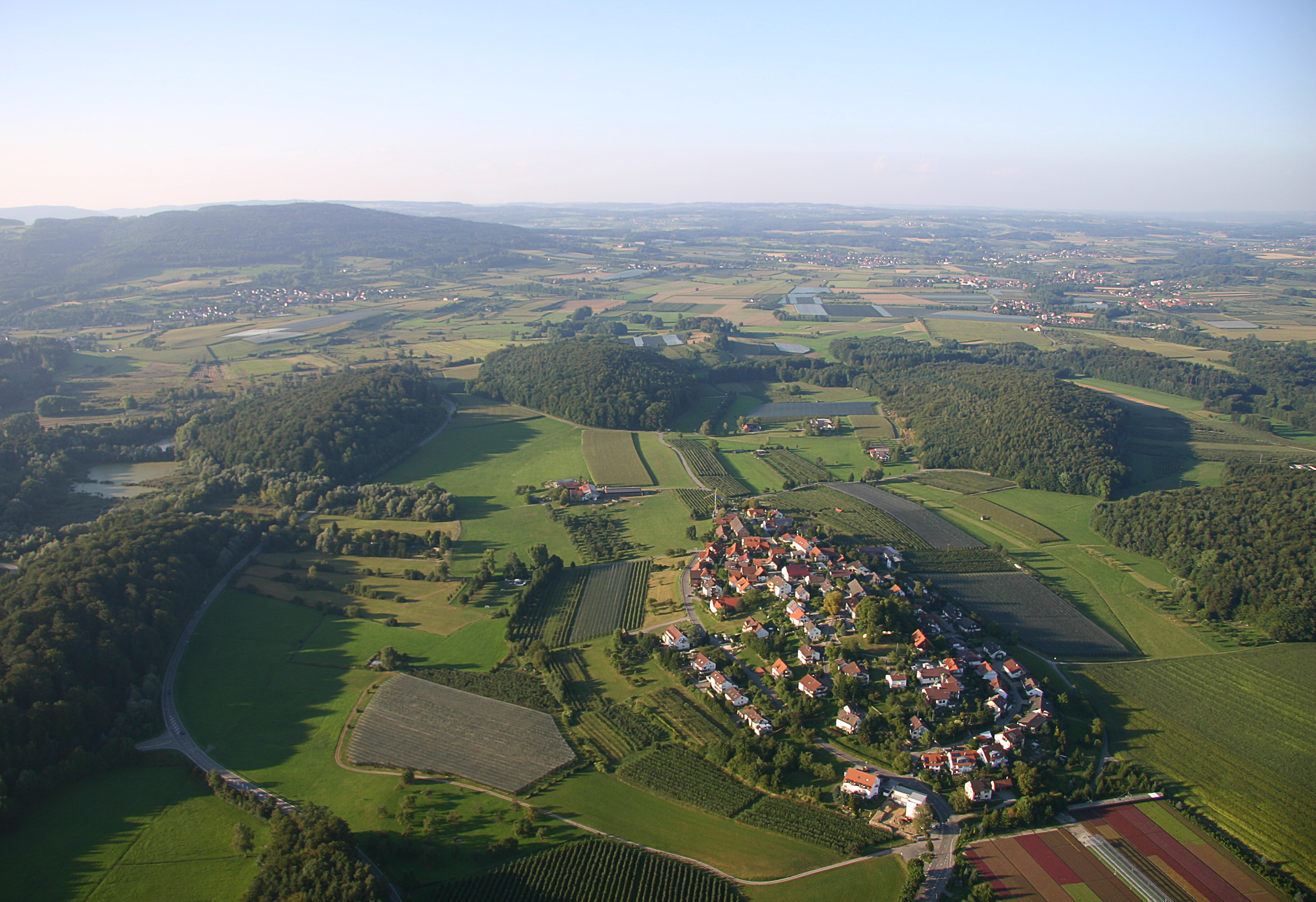
Der auf einem Drumlin erbaute Ort Raderach

Hügel waren früher bevorzugte Orte zum Bau von Siedlungen und Verteidigungsanlagen, da man von dort einen Überblick über die umliegende Landschaft hatte und Angreifer größere Schwierigkeiten hatten, sie zu erobern, besonders mit einer schweren Ausrüstung. Mit dem Wachstum der Städte, der industriellen Verfügbarkeit von Sprengstoffen und der Änderung der Kriegstaktiken zugunsten erhöhter Mobilität haben sich derartige taktische Vorteile allerdings verflüchtigt.

### Namenkunde

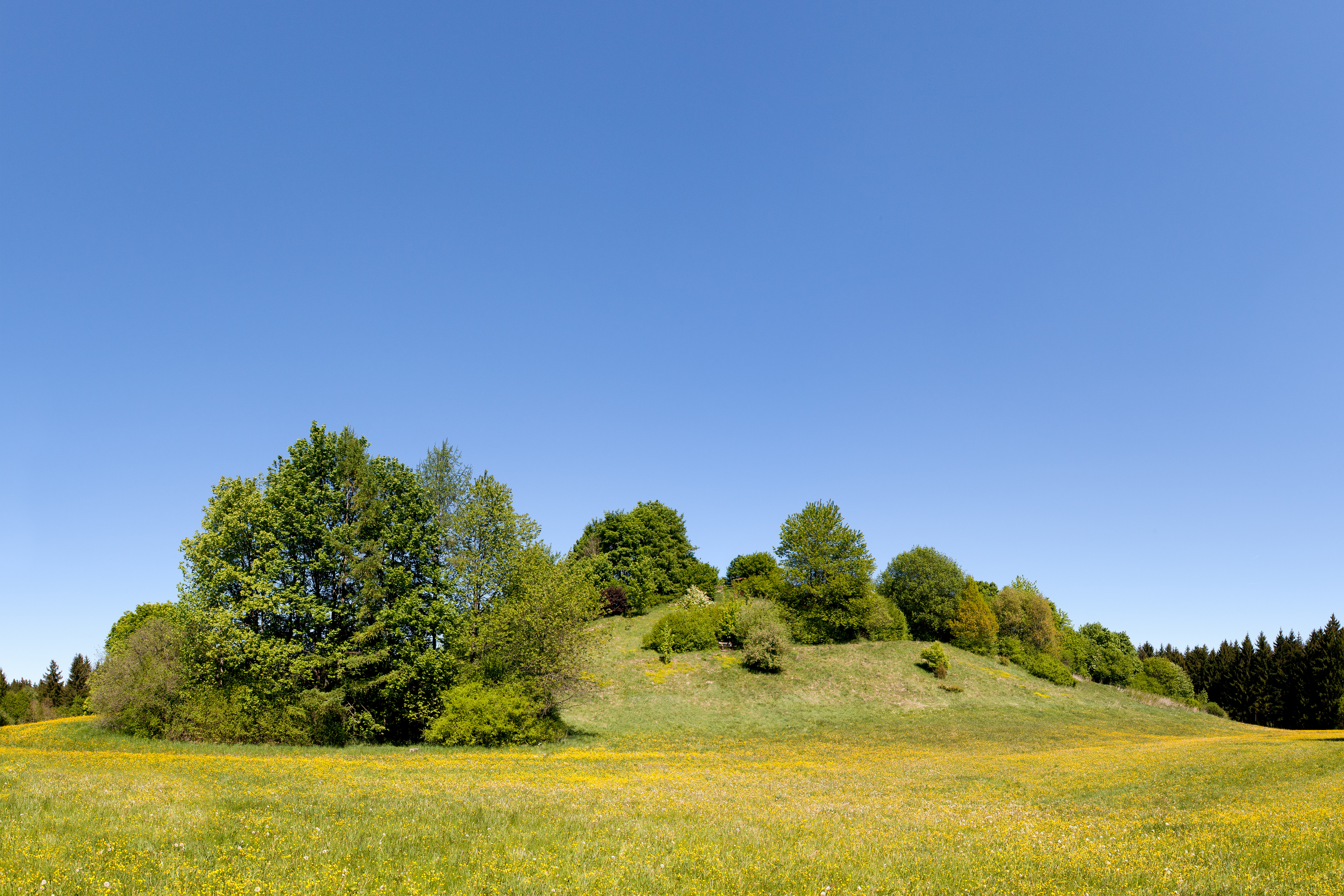
Mugl im Perlacher Forst

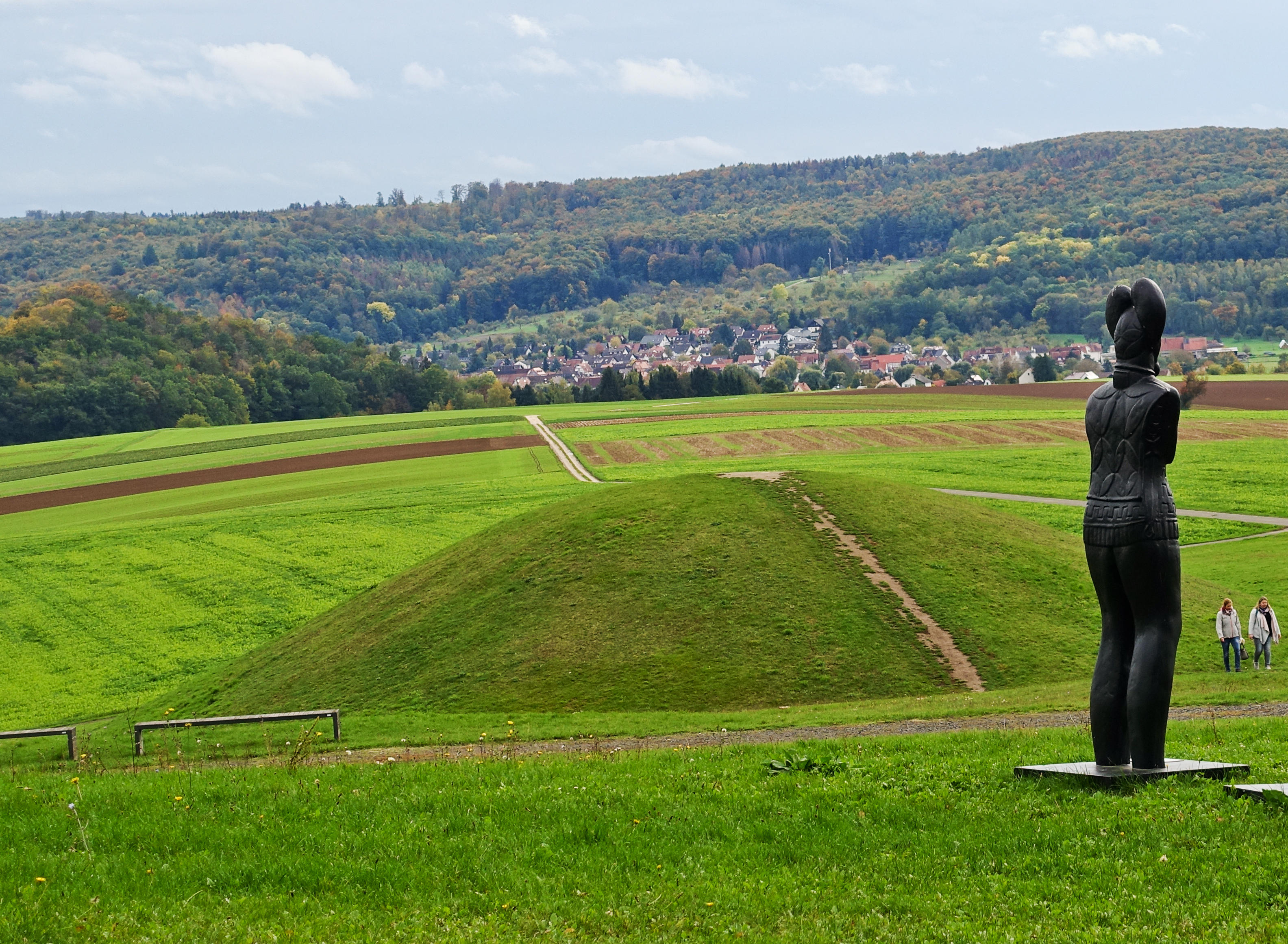
Keltischer Grabhügel am Glauberg (Hessen)

Hügel selbst als Wort ist erst seit dem 16. Jahrhundert bezeugt und hat wenig Einfluss auf den Namensschatz genommen.
Es findet sich aber mhd. houc, welches in Formen Haug, Hauck erhalten ist – hier ist aber in Personennamen eine Ableitung aus Hugo als Patronym wahrscheinlicher.
Das alte, im süddeutschen Raum verbreitete Wort für Hügel, Bühel oder Pichl, ist seit den frühesten Zeiten reich namensbildend. Wurzel ist ahd. buhil, zu mhd. bühel für ‚Hügel, Anhöhe‘. Im Sprachschatz im Gebrauch ist es noch im Tirolisch/Salzburgischen und im Vorarlbergisch/Westschweizerischen, wo es allgemein im Dialekt das Wort anstelle des nicht heimischen ‚Hügel‘ ist.
Die Varianten sind vielfältig:
- Bühel im Oberdeutschen, Bühl altertümlich, Büel; Pühl
- Büchl, Büchel, Buhl veraltet
- Bichl, Bichel, Pichl im Oberdeutschen
- Biel, Biehl, Bihl, Biele veraltet
- Beul, Beuel veraltet (Rheingebiet)

Auch als Herkunftsname ist etwa Pichler, Bichler, Pichlarn, Büchler, Bühler, Böhler oder Formen wie
- Zumbühl, Ambiel, Oberbeul – ‚der (oben/unten) am Hügel‘
- Pichlbauer, Pühlhofer, Buglmeier – ‚Bauer(nhof) am Hügel‘
- Birkenbihl, Sandbiller, Breitenpöhler, Lindbüchel, Sonnenbichler, Birnbiggl – nähere Beschreibung des Hügels

und Ähnliches weit verbreitet.
Norddeutsch steht Hövel, Hübel, auch diese Form ebenfalls reichhaltig:
- Hövel, Heuvel
- Hubel, Hübel, Hibl
- und in Mischform zu ‚Hügel‘: Heigl, Heugel

Bei Personennamen ist aber immer eine mögliche, ebenfalls sehr wahrscheinliche Ableitung aus Hof anzunehmen.
Insgesamt gibt der Deutsche Wortatlas über 50 verschiedene Namen für Hügel, die in Dialekten lebendig sind. Dazu gehören:
- rheinisch Knipp, niederdeutsch Knap, Mosel-Nahegebiet Knopp, Knupp[5]
- Köppel im Westerwälder Dialektraum und im Kellerwald. So gibt es zum Beispiel einen Kirmesköppel bei Gellershausen.
- Donk, Bulte, Horst nördlich für Erhebungen im Moor- und Marschland
- Brink, niederdt. ‚Grashügel‘
- Kuppe (wahrscheinlich zu lat. cuppa ‚Becher‘)
- Stauf/Staff ‚(umgestülpter) Becher‘, wie in Staufen, Staufenberg
- Kogel (Toponym) im Alpenraum, auch für kuppige Gipfelformationen
- Buckel
- Kulm (Geographie) aus lat. culminare oder slaw. *chlm
- Mugl
- Nock (wohl slaw., siehe Nockberge)
- Gupf, verwandt mit Gipfel
- Klapf